# Fournes-Cabardès
Fournes-Cabardès település Franciaországban, Aude megyében. Lakosainak száma 52 fő (2022. január 1.). Fournes-Cabardès Cabrespine, Les Ilhes, Labastide-Esparbairenque, Lastours, Limousis és Trassanel községekkel határos.

## Népesség
A település népességének változása:
| Lakosok száma | 74   | 70   | 61   | 62   | 57   | 54   | 50   | 49   | 51   | 52   |
|               | 1968 | 1982 | 1990 | 2006 | 2013 | 2015 | 2017 | 2019 | 2020 | 2022 |